# Барт Брентьєнс
Барт Брентьєнс (нід. Bart Brentjens, 10 жовтня 1968) — нідерландський велогонщик.
Олімпійський чемпіон 1996 року з маунтінбайку, бронзовий призер 2004 року з маунтінбайку, учасник 2000, 2008 років.
Чемпіон світу з маунтінбайку 1995 року в крос-кантрі, срібний призер 2003 (марафон), 2005 (марафон) років, бронзовий призер 1994 (крос-кантрі), 2000 (крос-кантрі), 2004 (марафон) років.